# Tigranes VI
Tigranes VI conhecido também como Júlio Tigranes, foi um governante da Reino da Arménia, da dinastia arsácida, do período dividido entre o Império Romano e os Império Parta, tendo governado sob o protectorado romano entre o ano 59 e o ano 62. Reinou durante o interregno do governo Tiridates I da Arménia.

## Nome
Tigranes (Tigrānēs; Τιγράνης, Tigránēs) é a forma latina e grega surgida do persa antigo *Tigrana (*Tigrāna) e do acadiano Tigranu (𒋾𒅅𒊏𒉡, Tīgranu). Hračʻya Ačaṙyan propôs que derivou por haplologia de *tigrarāna, supostamente significando "lutar com flechas" (cf. o persa antigo 𐎫𐎡𐎥𐎼𐎠𐎶, ⁠tigrām, “pontiagudo”, acusativo singular feminino), que Ačaṙyan entendeu que derivou do avéstico 𐬙𐬌𐬖𐬭𐬀 (tiγra, "flecha") e sânscrito तिग्म (tigmá, "pontiagudo") e do avéstico 𐬭𐬇𐬥𐬀 (rə̄na, "batalha, luta") e sânscrito रण (raṇa, "batalha")). Ele também comparou o grego antigo Tigrapates (Τιγραπάτης, Tigrapátēs, literalmente “mestre das flechas”) e, para a haplologia, o nome avéstico 𐬬𐬍𐬭𐬁𐬰 (vīrāz) de *vīra-rāz-. J̌ahukyan considerou a explicação improvável. É mais provável que decorra do iraniano antigo Tigrana (*Tigrāna-), uma formação patronímica com o sufixo *-āna- do nome *Tigra (*Tigrā-; lit. “delgado”), refletido no elamita Tigra (𒋾𒅅𒊏, Tīgra) e acadiano Tigra (𒋾𒅅𒊏𒀪, Tīgraʾ), da palavra discutida acima para "pontiagudo". O nome foi tardiamente registrado em armênio como Tigrã (Տիգրան, Tigran).

## Vida
Tigranes descendia de Herodes, o Grande: seu pai era Alexandre, filho de Alexandre, filho de Herodes. Sua avó paterna era filha de Arquelau, rei da Capadócia. Alexandre, seu pai, também teve outro filho, Tigranes, que foi rei da Arménia, mas morreu sem filhos.
Tirídates I da Arménia havia sido posto por seu irmão Vologases I, rei dos Partas, como rei da Armênia, assim como outro irmão, Pácoro, foi colocado como rei da Média Atropatene.
Tigranes foi colocado no trono da Arménia por Nero. Tirídates foi deposto e expulso da Armênia por Tigranes, o que levou seu irmão, Vologases, a ponderar romper a paz que a Pártia tinha com o Império Romano, mas Vologases era naturalmente disposto a temporizar, e ainda tinha que lidar com uma revolta de tribos na Hircânia. Quando ele estava pensando sobre o que fazer, chegaram notícias de uma nova afronta, porque Tigranes VI atacou Adiabena, cujo governante, Monobas II, reclamou que a Pártia não oferecia nenhuma proteção contra os romanos, havia cedido a Armênia, e que era melhor se render aos romanos a ser conquistado por eles. Tirídates também reclamou, porque grandes impérios não são mantidos pela inação.
Vologases, reconhecendo que havia errado por hesitar demais, enviou um exército contra a Armênia, comandado por um nobre chamado Monaeses, junto com tropas de Adiabena, fez as pazes com a Hircânia e reuniu todas suas tropas para um ataque contra as províncias romanas. A guerra não foi conclusiva, e terminou com um acordo de paz entre Vologases e o imperador romano Nero.
Pelo acordo, Tirídates colocou sua coroa aos pés da estátua de Nero, para ser coroado por Nero mais tarde. Tirídates foi coroado por Nero no momento em que o imperador condenava à morte Quinto Márcio Bareia Sorano  e Trásea Peto.
Tigranes teve um filho, Alexandre, que se casou com Jotapa, filha do rei Antíoco III de Comagena do Reino de Comagena e foi nomeado por Vespasiano rei de uma ilha na Cilícia.